# Bellegarde-en-Marche
Bellegarde-en-Marche település Franciaországban, Creuse megyében. Lakosainak száma 357 fő (2022. január 1.). Bellegarde-en-Marche La Chaussade, Saint-Alpinien és Saint-Silvain-Bellegarde községekkel határos.

## Népesség
A település népességének változása:
| Lakosok száma | 413  | 407  | 425  | 417  | 394  | 403  | 409  | 410  | 392  | 357  |
|               | 1968 | 1982 | 1990 | 2006 | 2013 | 2015 | 2017 | 2019 | 2020 | 2022 |